# История почты и почтовых марок Уганды
История почты и почтовых марок Уганды описывает развитие почтовой связи в Уганде, государстве в
Восточной Африке, не имеющем выхода к морю, граничащем на востоке с Кенией, на севере с Южным Суданом, на западе с Демократической Республикой Конго, на юго-западе с Руандой и на юге с Танзанией, со столицей в Кампале.
Уганда входит в число стран — участниц Всемирного почтового союза (ВПС; с 1964), а её нынешним национальным почтовым оператором является компания «Поста Уганда» (Posta Uganda).

## Выпуски почтовых марок

### Британская восточноафриканская компания
Первыми почтовыми марками, находившимися в почтовом обращении в Уганде, стали выпуски Британской Восточно-Африканской компании 1890 года.

### Угандийские каури
«Угандийские каури» — миссионерские марки, напечатанные на пишущей машинке Э. Милларом (E. Millar) в 1895 году; эти марки являются одними из самых редких и ценных почтовых марок мира.
На марках были указаны начальные буквы названия территории (UG) и цифра номинала (в каури). «Угандийские каури» продолжали выпускаться до 1896 года.

### Протекторат Уганда

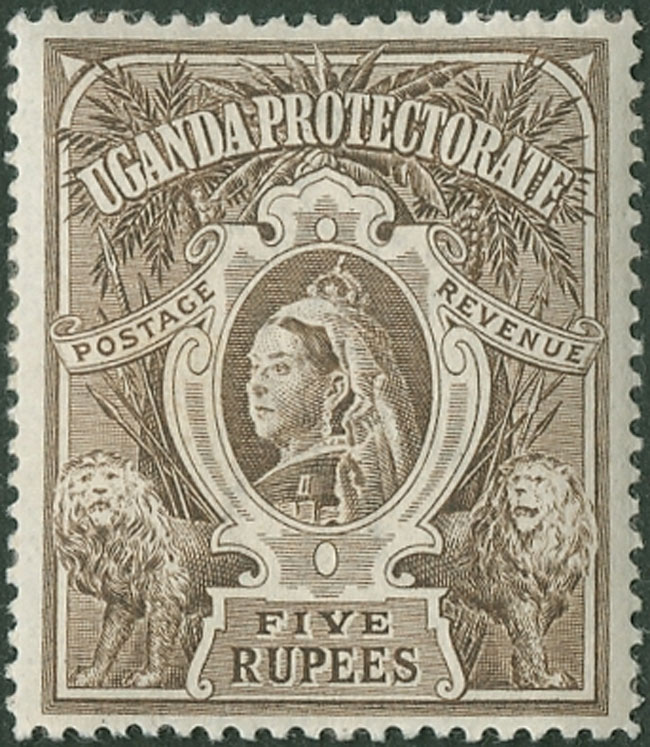
Почтовая марка протектората Уганда, 1898 г.

В 1898 году была выпущена серия из семи почтовых марок колониального типа с изображением королевы Виктории и надписью англ. «Uganda Protectorate» («Протекторат Уганда»).

### Объединённые почтовые администрации (1902—1962)
Затем в Уганде в обращении были почтовые марки Британской Восточной Африки и Уганды (англ. East Africa & Uganda) (1903—1922), Кении и Уганды (англ. Kenya & Uganda) (1922—1927) и Кении, Уганды и Танганьики/Танзании (англ. Kenya, Uganda and Tanganyika/Tanzania) (1935—1976).

### Самоуправление (1962)
Уганда выпустила серию из четырёх почтовых марок 28 июля 1962 года в ознаменование столетия открытия Спиком истока Нила. Она стала единственной серией, выпущенной Угандой как самоуправляемым государством.

### Независимость (после 1962 года)
Первые почтовые марки независимой Уганды были эмитированы 9 октября 1962 года в день провозглашения независимости.
Несмотря на то, что в Уганде с 1962 года была собственная почтовая администрация, почтовые марки Восточно-Африканского почтового объединения с надписью англ. «Kenya, Uganda and Tanzania» («Кения, Уганда и Танзания») оставались в обращении до 1976 года, когда возобновился выпуск собственных почтовых марок.
С 1976 года Уганда возобновила издание собственных почтовых марок. В том же году был выпущен первый почтовый блок страны.
Уганда регулярно выпускает как памятные, так и стандартные марки. Почтовые марки Уганды также были действительны в Кении и Танзании до 1976 года.

## Другие виды почтовых марок

### Доплатные
С 1967 года эмитировались доплатные марки.